# Ladislas Chollat
Ne doit pas être confondu avec François Cholat.
Ladislas Chollat est un metteur en scène, scénariste et réalisateur français, né le 19 mai 1975 à Saint-Étienne.
Metteur en scène éclectique, il est connu pour sa capacité à passer de genres en genres. Il s'est consacré, au début de sa carrière, à la mise en scène de pièces du répertoire classique — comme Macbeth de William Shakespeare ou encore On ne badine pas avec l'amour de Alfred de Musset — avant de se consacrer à des créations originales, comme Le Père de Florian Zeller en 2012 ou Le Fils en 2017, du même auteur.
Metteur en scène de théâtre puis de comédie musicale, il est également aujourd'hui scénariste et réalisateur. 
Ses spectacles ont reçus 31 nominations aux Molières, et remportés 7 Molières dont celui du Meilleur spectacle de théâtre privé pour Le Pèreou celui du Meilleur spectacle musical pour Les Misérables. 
Au cours de sa carrière, il a été nommé 4 fois aux Molière de la mise en scène et a obtenu 2 Trophées de la comédie musicale de la mise en scène pour son travail sur les pièces Oliver Twist, le musical et Les Misérables. 

## Biographie
Ladislas Chollat fait ses armes comme comédien à Marseille, de 1993 à 1998. Il joue dans ses propres mises en scène : Le roi se meurt, Orphée, Macbett avant de participer à la fondation de la compagnie, le Théâtre de l'Héliotrope. La même année, il fait la connaissance de Gildas Bourdet, qu’il assiste sur de nombreux spectacles au Théâtre de la Criée, mais aussi à Chaillot, au Théâtre national populaire de Villeurbanne, à Hébertot… Il devient son assistant de direction quand Bourdet fonde, en 2002, le Théâtre de l'Ouest parisien à Boulogne-Billancourt, jusqu’en 2004. Ceci ne l’empêche pas de créer ses propres projets : On ne badine pas avec l’amour de Musset, Le Détail des choses de Gérald Aubert.
De 2005 à 2008, sa compagnie est accueillie au théâtre du Beauvaisis, à Beauvais. Pendant cette période, ses spectacles y sont souvent créés avant d’être repris à Paris, comme Le Barbier de Séville de Beaumarchais, Médée de Jean Anouilh et Trois semaines après le paradis puis Dix ans après d’Israël Horovitz.
Il a été également le directeur artistique du festival L’Oise au théâtre.
De 2008 à 2010, il est associé à la Comédie de Picardie, à Amiens, où il crée Le Mariage de Figaro de Beaumarchais.

En 2009, Pierre Lescure, qui vient de prendre la direction du Théâtre Marigny lui confie la mise en scène de Très chère Mathilde d'Israël Horovitz, avec Line Renaud, Samuel Labarthe et Raphaëline Goupilleau.

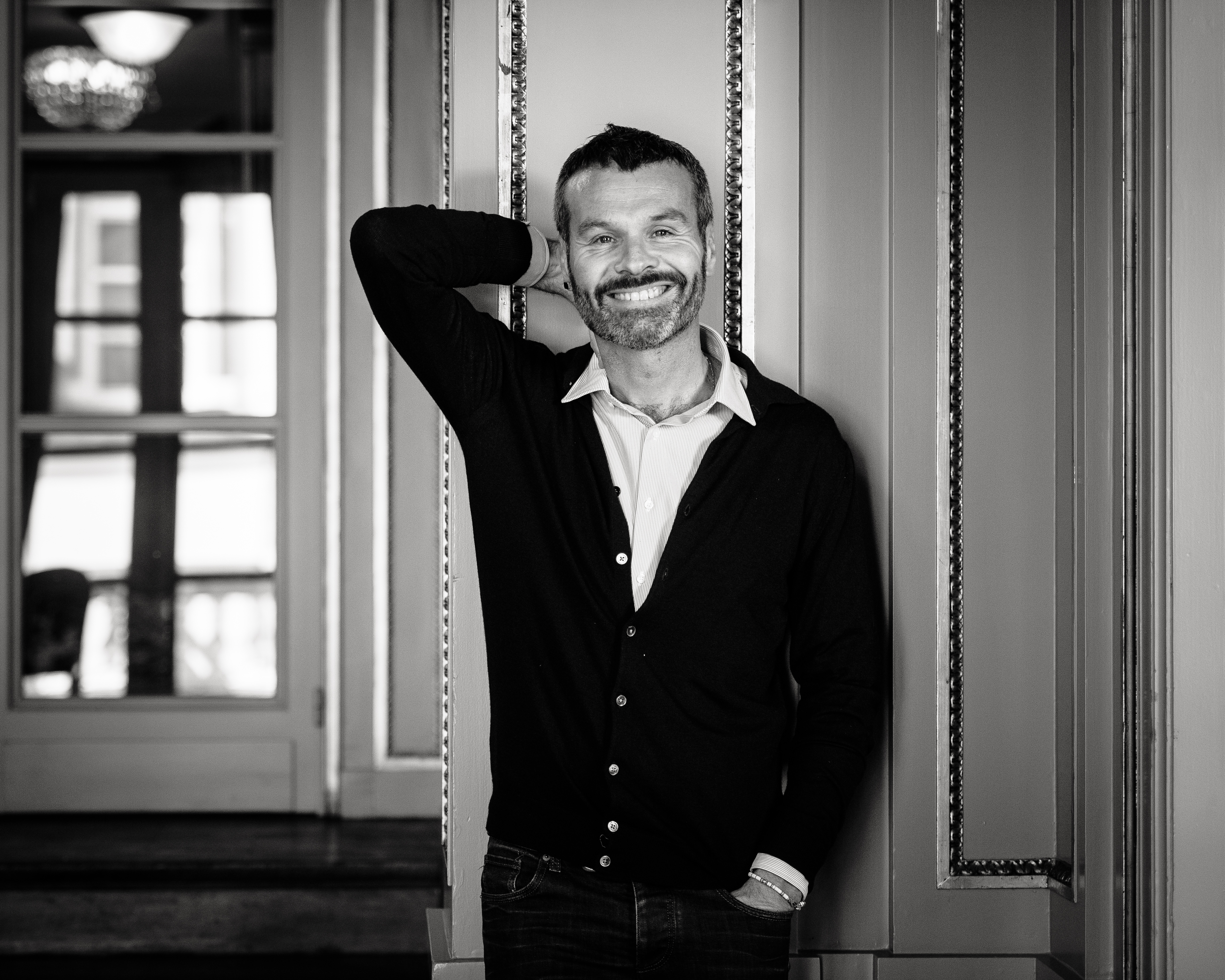
Ladislas Chollat au théâtre royal du Parc, en 2021.

Cette première création lui ouvre les portes des théâtres et des productions privées.
Il dirige certains des plus grands comédiens français : Robert Hirsch,, Fabrice Luchini, Sandrine Bonnaire, François Berleand, Muriel Robin, Isabelle Gélinas, Dominique Pinon, Gérard Jugnot, Bruno Solo, Yvan Attal, Stephane Freiss, Valérie Karsenti, Patrick Chesnais, Clotilde Courau, Gérard Darmon, Stéphane De Groodt, Sylvie Testud…
Parallèlement à sa carrière au théâtre, il s'intéresse de plus en plus à la musique. Il met en scène les trois dernières tournée de Julien Clerc (2014, 2018 et 2022) et la tournée de la famille Chedid en 2015.
En 2015, il crée au Palais des sports Résiste sa première comédie musicale autour des chansons de Michel Berger et France Gall, puis en 2016, Oliver Twist le Musical, salle Gaveau.
Il reçoit en 2018 le prix de la SACD pour l'ensemble de ses mises en scène.
En 2019, il crée au Théâtre Metropolitan de Tokyo Le Père de Florian Zeller. Suivi, en 2021 de la pièce Le Fils et, en 2024, de 'La Mère'.
En 2018, il écrit et réalise son premier long-métrage, Let's Dance avec Rayane Bensetti, Guillaume de Tonquédec, ou encore Line Renaud. 
En Novembre 24, il met en scène "Moliere" au Dôme de Paris suri une idée originale de Dove Attia, produit par PLAY TOO, TF1 ET M6. Ce spectacle qui sera vu par 450 000 spectateurs ... Et  partira pour une longue tournée en Chine en 2025.  
Il met  en scène La Vérité de Florian Zeller en janvier 2025 au théâtre Édouard-VII.
En Novembre 2024, il signe la nouvelle mise en scène des Misérables de Claude Michel Schonberg et Alain Boublil, d'après Victor Hugo au Théâtre du Chatelet. Le spectacle remporte le Molière du spectacle musical et 7 trophées de la comédie musicale dont celui de la mise en scène. 
En 2025 et 26, ses spectacles seront joués à Paris, Shanghai, Pékin, Tokyo ou Montréal ... 

## Mise en scène de pièce de théâtre
- 2000 : Pluie de Delphine Mongens, théâtre de Lenche (Marseille)
- 2003 : On ne badine pas avec l’amour d'Alfred de Musset, théâtre Le Ranelagh
- 2004 : Le Détail des choses de Gérald Aubert, théâtre du Beauvaisis
- 2006 : Le Barbier de Séville de Beaumarchais, Vingtième Théâtre
- 2007 : Médée de Jean Anouilh, théâtre du Beauvaisis
- 2008 : Le Détail des choses de Gérald Aubert, Ciné 13 Théâtre, avec Catherine Cyler
- 2009 : Très chère Mathilde d'Israël Horovitz, théâtre Marigny, avec Line Renaud, Samuel Labarthe et Raphaeline Goupilleau. Nomination aux Molières du comédien.
- 2009 : Médée de Jean Anouilh, Vingtième Théâtre avec Elodie Navarre, Raphaël Personnaz
- 2009 : Tiens il est neuf heures d'après Eugène Ionesco, Comédie de Picardie
- 2010 : Le Mariage de Figaro de Beaumarchais, Comédie de Picardie
- 2011 : L'Ouest solitaire de Martin McDonagh, théâtre Marigny, avec Bruno Solo, Dominique Pinon
- 2012 : Harold et Maude de Colin Higgins, théâtre Antoine avec Line Renaud, Thomas Solivérès
- 2012 : Je ne serai pas au rendez-vous de Patricia Haute-Pottier et Ladislas Chollat, théâtre des Mathurins
- 2012 : Le Père de Florian Zeller, théâtre Hébertot, avec Robert Hirsch, Isabelle Gélinas. Cinq nominations aux Molières (auteur, spectacle, mise en scène, acteur, actrice) / trois Molières (comédien : Robert Hirsch, comédienne: Isabelle Gélinas, et meilleur spectacle privé)
- 2013 : Une heure de tranquillité de Florian Zeller, théâtre Antoine avec Fabrice Luchini
- 2013 : La Station Champbaudet d'Eugène Labiche, théâtre Marigny avec Claire Nadeau, Bruno Solo, Pef, Lorànt Deutsch. Pièce filmée en direct pour France 2.
- 2014 : L'Aide-mémoire de Jean-Claude Carrière, théâtre de l'Atelier, avec Sandrine Bonnaire et Pascal Greggory
- 2014 : Les Cartes du pouvoir de Beau Willimon, théâtre Hébertot, avec Raphael Perssonaz, Thierry Frémont, Elodie Navarre, Roxane Durand. Quatre nominations aux Molières (spectacle, mise en scène, comédien dans un second rôle, révélation) / un Molière (Comédien dans un second rôle Thierry Frémont)
- 2014 : Deux hommes tout nus, de Sébastien Thiéry, théâtre de la Madeleine, deux nominations aux Molières (comédien, auteur)
- 2014 : Sahar et Jeremy d'Aurore Auteuil avec Aurore Auteuil, Théâtre du petit Hébertot, théâtre de Paris, théâtre du Chêne noir Avignon.
- 2015 : Un petit jeu sans conséquence de Jean Dell et Gérald Sibleyras avec Isabelle Gélinas, Bruno Salomone, Bruno Solo, Lionel Abelanski, Constance Dollé. Théâtre de Paris / Pièce filmée en direct pour France 2.
- 2015 : Momo de Sébastien Thiéry, théâtre de Paris avec Muriel Robin, François Berléand. Trois nominations aux Molières (comédienne, comédien dans un second rôle, comédie)
- 2016 : Encore une Histoire d'Amour de Tom Kempinski, avec Elodie Navarre et Thierry Godard, Studio des Champs-Élysées
- 2016 : Avant de s'envoler de Florian Zeller, théâtre de l'Œuvre, une nomination aux Molières (comédienne dans un second rôle)
- 2016 : Kennedy de Thierry Debroux, Théâtre Royal du Parc, Bruxelles puis théâtre du Chêne noir à Avignon et tournée
- 2017 : Pleins Feux de Mary Orr, adaptation Didier Kaminka, théâtre Hébertot, avec Line Renaud, pièce créée en direct pour France 2.
- 2018 : Le Fils, de Florian Zeller à la Comédie des Champs-Élysées avec Yvan Attal, Anne Consigny, Rod Paradot, Elodie Navarre 6 nominations aux Molières (spectacle, auteur, metteur en scène, comédien, comédienne dans un second rôle, révélation), un Molière de la révélation pour Rod Paradot.
- 2018 : Les inséparables de Stéphane Archinard et François Prévôt-Leygonie au théâtre Hébertot avec Didier Bourdon, Valérie Karsenti, Thierry Fremont. Une nomination aux Molières (metteur en scène)
- 2019 : Le Père de Florian Zeller au TOKYO Metropolitan Theater, Prix du Comédien pour Isao Hashizume
- 2019 : La Souricière de Agatha Christie, Festival d'Anjou puis au théâtre de la Pépinière (Molière de la révélation masculine pour Brice Hillairet).
- 2019 : L'Heureux Stratagème de Marivaux - Théâtre Edouard VII avec Sylvie Testud, Eric Elmosnino, Suzanne Clément.
- 2020 : Le Système Ribadier de Georges Feydeau, théâtre des Bouffes Parisiens avec Patrick Chesnais, Pierre-François Martin Laval et Valérie Karsenti.
- 2021 : Le Jour du kiwi de Laëtitia Colombani, théâtre Édouard VII avec Gérard Jugnot et Arthur Jugnot (captation TV)
- 2022 : Une situation délicate d'Alan Ayckbourn, avec Clotilde Courau, Gérard Darmon, Max Boublil et Élodie Navarre. au théâtre des Nouveautés.
- 2023 : Molière de Dove Attia au Dôme de Paris, nomination au Moliere du spectacle musical, 5 trophées de la comédie musical dont celui du meilleur spectacle musical.
- 2024 : L'Amour chez les autres d'Alan Ayckbourn, au théâtre Édouard-VII
- 2024 : Les Misérables au Théâtre du Châtelet, Molière du spectacle musical, 7 trophées de la comédie musical dont celui de la mise en scène.
- 2025 : La Vérité de Florian Zeller, au théâtre Édouard-VII

## Mise en scène de concert
- 2015 : Julien Clerc Palais des sport et tournée

- 2016 : La famille Chedid Opera Garnier et tournée

- 2018 : Julien Clerc, la tournée des 50 ans (Olympia, Pleyel, Scène Musicale et tournée)

- 2021 : Julien Clerc, la tournée Les jours heureux

## Mise en scène de comédie musicale
- 2015 : Résiste de France Gall et Bruck Dawit, Palais des sports de Paris puis tournée. Globe de cristal du spectacle, Trophée de la comédie musicale / Prix du public

- 2016 : Oliver Twist, le musical de Shay Alon et Christopher Delarue, Salle Caveau 5 trophées de la comédie musicale dont ceux du spectacle et de la mise en scène
- 2023 : Molière Le Spectacle musical (L'opéra Urbain) de Dove Attia, au palais des sports de Paris.
- 2024 : Les Misérables, théâtre du Châtelet

## Écriture
Théâtre : 
2009 : Adaptation de l'Ouest Solitaire de Martin Mc Donagh 
2012 : Je ne serai pas au rendez-vous de Patricia Haute-Pottier et Ladislas Chollat, théâtre des Mathurins
2014 : Adaptation de la pièce Les cartes du Pouvoir de Beau Willimon

## Filmographie
2018 : Let's Dance, réalisateur, co-écrit avec Joris Morio 

## Enseignement
Ladislas Chollat a dispensé également des cours d'Art Dramatique au Cours Florent.

## Distinctions

### Récompenses
- 2017 : 
  - Trophée de la comédie musicale (TCM) de la mise en scène pour Oliver Twist, le musical
  - Trophée de la comédie musicale (TCM) de la meilleure comédie musicale pour Oliver Twist, le musical
  - Trophée de la comédie musicale (TCM) du public pour Résiste.

- 2018 :
  - Globes de Cristal de la meilleure comédie musicale pour Résiste.
  - Prix de la SACD pour l'ensemble de ses mise en scène

- 2020 : Yomiori Award du meilleur spectacle étranger -Théâtre métropolitain de Tokyo pour Le Père
- 2024 : Moliere du spectacle musical pour les Misérables / trophée de la mise en scène.

### Nominations
- 2014 : Molière du metteur en scène d'un spectacle de théâtre privé pour Le Père
- 2014 : Molière du meilleur spectacle privé pour Le Père
- 2015 : Molière du metteur en scène d'un spectacle de théâtre privé pour Les Cartes du pouvoir
- 2018 : Molière du metteur en scène d'un spectacle de théâtre privé pour Le Fils
- 2018 : Molière du metteur en scène d'un spectacle de théâtre privé pour Les Inséparables
- 2018 : Molière du meilleur spectacle privé pour Le Fils.
- 2019 : Globe de Cristal de la meilleure pièce pour Le Fils.
- 2024 : Trophée de la comédie musicale de la mise en scène pour Molière, le spectacle musical